# Baibarana uchidai
Baibarana uchidai är en insektsart som beskrevs av Matsumura 1940. Baibarana uchidai ingår i släktet Baibarana och familjen spottstritar. Inga underarter finns listade i Catalogue of Life.